# 527

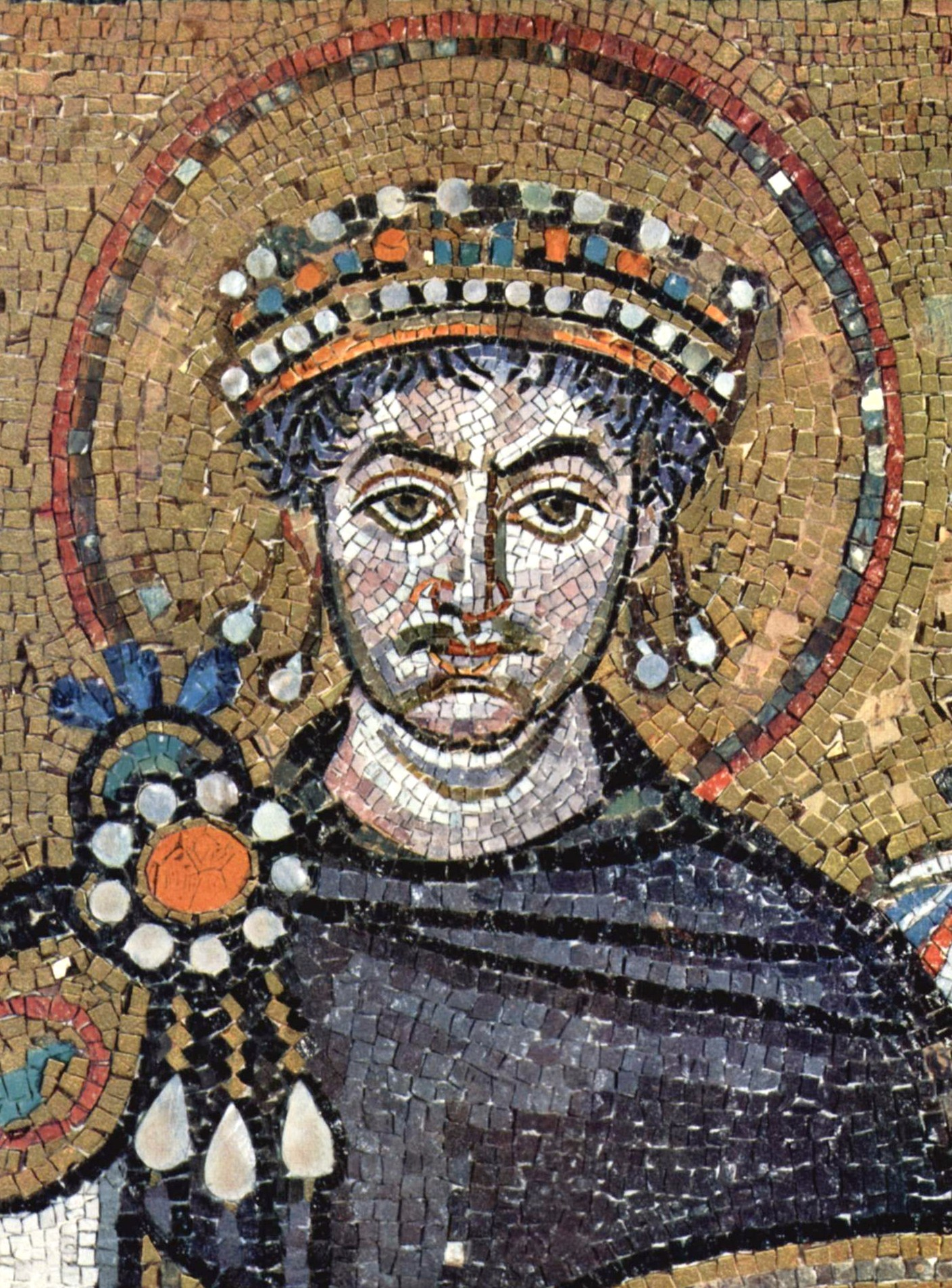
Keizer Justinianus I (r. 527-565)

Het jaar 527 is het 27e jaar in de 6e eeuw volgens de christelijke jaartelling.

## Gebeurtenissen

### Byzantijnse Rijk
- 1 april - Keizer Justinus I benoemt zijn neef Justinianus formeel tot mede-keizer en troonopvolger van het Byzantijnse Rijk.
- 1 augustus - Justinus I overlijdt en wordt opgevolgd door Justinianus I. Hij reorganiseert het Byzantijnse leger in een professionele krijgsmacht.
- Justinianus I stelt Belisarius aan tot opperbevelhebber van het leger. Hij krijgt opdracht om de Oostelijke grens te verdedigen tegen de Perzen.
- De Bulgaren en Slaven voeren een plundertocht in Thracië.
- Op uitnodiging van de nieuwe keizer Justinianus bekeren de Heruli zich tot het christendom.

### Brittannië
- Aescwine (r. 527-587) wordt de eerste koning van het koninkrijk Essex. (waarschijnlijke datum)

## Byzantijnse architectuur
- Begin van de bouw van de Kleine Hagia Sophia (Constantinopel). De kerk wordt gewijd aan de heiligen Sergius en Bacchus.

## Overleden
- 1 augustus - Justinus I (77), keizer van het Byzantijnse Rijk